# Kanton Camacho
Der Kanton Camacho ist ein Gemeindebezirk im Departamento Tarija im südamerikanischen Anden-Staat Bolivien; seit 2009 werden Kantone in Bolivien jedoch nicht mehr als offizielle administrative Einheit geführt.

## Lage
Der Kanton (bolivianisch: Cantón) Camacho ist einer von zwölf Kantonen des Landkreises (bolivianisch: Municipio) Padcaya in der Provinz Aniceto Arce. Er grenzt im Norden an das Municipio Uriondo und im Westen an das Municipio Yunchará, beide zur Provinz José María Avilés gehörend. Im Süden grenzt er an den Kanton Rejara, im Südosten und Osten an den Kanton Cañas, und im Nordosten an den Kanton Tacuara.
Der Kanton liegt zwischen 21° 51' und 21° 59' südlicher Breite und 64° 51' und 65° 02' westlicher Länge. Seine höchste Ausdehnung in Ost-West und Nord-Süd-Richtung beträgt jeweils knapp zwanzig Kilometer.
Der Cantón Camacho umfasst zehn Ortschaften, zentraler Ort des Kantons ist Camacho mit 189 Einwohnern (Volkszählung 2001) im nordöstlichen Teil des Landkreises. Die mittlere Höhe des Kantons ist 2500 m, in der westlich an den Kanton grenzenden Kette der Cordillera de Sama werden Höhen von bis über 4.500 m erreicht.

## Geographie
Der Kanton Camacho liegt am Ostrand der Andenketten Boliviens zwischen dem Altiplano im Westen und dem bolivianischen Chaco-Tiefland im Osten. Das Klima der Region ist semihumid und weist ein Tageszeitenklima auf, bei dem die mittleren täglichen Temperaturschwankungen stärker ausfallen als die Temperaturschwankungen im Jahresverlauf.
Die mittlere Durchschnittstemperatur der Region liegt bei 13,5 °C (siehe Klimadiagramm Padcaya), die monatlichen Durchschnittstemperaturen schwanken zwischen 9 °C im Juni und Juli und 17 °C im Dezember und Januar. Der Jahresniederschlag beträgt 630 mm, bei einer ausgeprägten Trockenzeit von Mai bis September mit Monatsniederschlägen unter 10 mm, und einer Feuchtezeit von Dezember bis Februar mit Monatsniederschlägen deutlich über 100 mm.

## Bevölkerung
Die Einwohnerzahl in dem Kanton ist in den vergangenen beiden Jahrzehnten angestiegen:
- 1992: 1.526 Einwohner (Volkszählung 1992)[1]
- 2001: 1.835 Einwohner (Volkszählung)[2]
- 2010: Neuere Daten für den Kanton liegen noch nicht vor, die Fortschreibung für das Municipio Padcaya geht für die Zeit von 2001 bis 2010 von einem Bevölkerungsanstieg von etwa zehn Prozent aus[3]

Die Bevölkerungsdichte des Municipio Padcaya bei der Volkszählung 2001 betrug 4,2 Einwohner/km², die Lebenserwartung der Neugeborenen lag bei 65,5 Jahren, der Alphabetisierungsgrad bei den über 19-Jährigen betrug 74 Prozent, und zwar 85 Prozent bei Männern und 62 Prozent bei Frauen (2001).
Die Region weist nur einen geringen Anteil indigener Bevölkerung auf, im Municipio Padcaya sprechen 2,8 % der Bevölkerung die Quechua-Sprache.

## Gliederung
Der Cantón Camacho ist in die folgenden vier Subkantone (bolivianisch: vicecantones) untergliedert:
- Vicecantón Comunidad Camacho – 633 Einwohner – 5 Ortschaften – zentraler Ort: Camacho (Volkszählung 2001)
- Vicecantón Comunidad Canchas Mayu – 429 Einwohner – 3 Ortschaften – zentraler Ort: Canchas Mayu
- Vicecantón Comunidad La Huerta – 434 Einwohner – 1 Ortschaft: La Huerta
- Vicecantón Queñahuayco – 339 Einwohner – 1 Ortschaft: Queñahuayco